# Edmond Audran
Edmond Audran, francoski skladatelj, * 12. april 1840, Lyon, Francija, † 17. avgust 1901, Tierceville, Francija.
Audran je izšel iz cerkvene glasbe. Leta 1861 je kot absolvent Niedermeyerjevega cerkvenega inštituta postal kapelnik v cerkvi sv. Jožefa v Marseillu. Leta 1877 je skomponiral svojo prvo opereto. Po naravi je bil lirik. Dobil je ime ustvaritelja francoskega valčka in je zato za Pariz istega pomena kakor Johann Strauss za Dunaj. 
Njegovo najpomembnejše delo danes je komična opereta v treh dejanjih La Mascotte (slov. Dekle sreče), krstno uprizorjena leta 1880. V Parizu je dosegla do leta 1907 nad 1600 uprizoritev. Na odru ljubljanske Opere je bila uprizorjena novembra 1930.